# Umberto Puppini
Umberto Puppini (* 16. August 1884 in Bologna; † 21. Mai 1946 ebenda) war ein italienischer Minister und Professor für Hydraulik.

## Leben
Puppini wuchs als Waise in Armut auf und konnte nur dank öffentlicher Unterstützung durch die Stadt Bologna dort Ingenieurwissenschaft studieren, mit dem Laurea-Abschluss mit Auszeichnung 1908. Er war danach Assistent an der Universität in Hydraulik und ab 1912 Dozent. Im Ersten Weltkrieg war er Offizier bei der Artillerie. 1920 wurde er außerordentlicher Professor und 1923 Professor für Hydraulik in Bologna. Er war der letzte frei gewählte Bürgermeister von Bologna, bevor die Faschisten 1926 die Wählbarkeit abschafften und selbst die Bürgermeister (Podestà) ernannten. 1927 bis 1932 leitete er die Fakultät für Ingenieurwissenschaft (Scuola di Applicazione). Er stand den Faschisten nah und wurde Unterstaatssekretär im Finanzministerium, 1934/35 wenige Monate Post- oder Kommunikationsminister und auch Präsident der Agip. Wegen seiner moralischen Strenge und Unnachgiebigkeit machte er sich aber unbeliebt und schuf sich Feinde. Im Zweiten Weltkrieg rückte er von den Faschisten ab und widmete sich der Forschung. Er starb 1946 auf dem Weg zur Universität an einem Herzanfall.
Er ist vor allem wegen seiner hydraulischen Studien bekannt, die unmittelbar im Bau von Entwässerungsprojekten Anwendung fanden. Auf dem Internationalen Mathematikerkongress 1928 in Bologna hielt er einen der Plenarvorträge (Le bonifiche in Italia, Über die Gewinnung nutzbarer Böden durch Entwässerungsmaßnahmen in Italien).
Er studierte Grundwasserströmung theoretisch und mit elektrischen Modellen und entwickelte die Methode des Eindring-Volumens bei der Berechnung von Hochwasserentlastung über Entwässerungsgräben. Im konstruktiven Wasserbau studierte er die Wärmeeinwirkung auf Dämme und Druckleitungen.

## Schriften
- I fondamenti scientifici dell'idraulica, 1912
- Idraulica, 1947 (postum erschienen)